# Banco Nacional de Investimento
O Banco Nacional de Investimento (abreviado: BNI ) é um banco de desenvolvimento estatal moçambicano. Seu objetivo é fornecer financiamento de longo prazo para empreendimentos sustentáveis que contribuam para o desenvolvimento social e econômico do país. As principais áreas de atuação do banco são Infraestrutura, Recursos Naturais, Energia, Agricultura, Indústria e Comércio e Transporte . O BNI também busca fortalecer a estrutura de capital de empresas privadas e o desenvolvimento de mercados de capital.
O BNI foi fundado em 2010, inicialmente estabelecido como o primeiro banco de investimento do país, através de uma joint venture entre os governos de Portugal (através da Caixa Geral de Depósitos ) e Moçambique (através da Direcção Nacional do Tesouro). Com capital inicial previsto em US $ 500 milhões, o banco foi criado para facilitar uma cooperação mais próxima entre Moçambique e Portugal, e fomentar diversos projetos, principalmente Infraestrutura, Recursos Naturais (Mineração e Hidrocarbonetos) e Energia.
Em agosto de 2012, o BNI assumiu um papel consultivo na aquisição por parte governo de uma participação de 5% na operação de carvão da Vale (mineradora) em Moçambique.
Dado o rápido crescimento da economia moçambicana e, consequentemente, a necessidade do governo de participar no capital de projectos de Infra-estrutura e Recursos Naturais de capital intensivo, em Dezembro de 2012, a participação portuguesa, na altura detida pela Caixa Geral de Depósitos, foi adquirida pelo Estado moçambicano através da agência, IGEPE -  Instituto de Gestão de Participações Estatais A partir daí, o Banco começou a concentrar-se mais no seu papel de banco de desenvolvimento, embora ainda tenha um forte braço de banca de investimento.
No final de 2013, o BNI inicia um papel importante em protocolos governamentais e acordos com bancos de desenvolvimento estrangeiros, tais como o BNDES do Brasil e o KFW da Alemanha, com o objetivo de facilitar parcerias público-privadas entre empresas estrangeiras e estatais no desenvolvimento de grandes projetos no país, bem como gestão de fundos para o efeito, como foi o caso da COFIDES da Espanha, que em outubro de 2013 destinou 75 milhões de euros a essas parcerias.